# 海南異鱲
海南異鱲（学名：Parazacco fasciatus），俗名什墨翻，是輻鰭魚綱鯉形目鯝科的其中一個種，分布於亞洲中國海南島及越南，本魚體細長且側扁，口向下傾斜，側線完整，背鰭短，腹鰭基部至肛門有明顯的腹棱，雄魚臀鰭較雌魚長，尾鰭叉形，尾柄有1黑斑，體側自鰓孔到尾鰭基部有一條不明顯的墨綠色縱帶，臀鰭與腹鰭橙色，雄魚下頷部橙黃色，有珠星，體長可達13.4公分，棲息在中底層水域，現已被認為是異鱲(P. spilurus)的同種異名。该物种的模式产地在海南岛。